# Sida bipartita
Sida bipartita är en malvaväxtart som beskrevs av Schlechter. Sida bipartita ingår i släktet sammetsmalvor, och familjen malvaväxter. Inga underarter finns listade i Catalogue of Life.